# John Mayall Plays John Mayall
John Mayall Plays John Mayall (Recorded Live at Klooks Kleek!) ist das erste Album des britischen Bluesmusikers John Mayall. Es wurde 1964 live aufgenommen und erschien 1965 auf Decca Records (in Mono, LK 4680); die CD-Veröffentlichung erfolgte 2006.

## Album-Geschichte
Am 7. Dezember 1964 gaben John Mayall and the Bluesbreakers im Klooks Kleek, einem R&B-Club, der im Railway Hotel im Londoner Stadtteil Hampstead sein Domizil hatte, ein Livekonzert. Es sind weniger die musikalischen Glanzleistungen der Band, die dieses Album erwähnenswert machen. Seine Besonderheit liegt vielmehr in der Vermittlung der damaligen Club-Atmosphäre, die ausgesprochen gut mitgeschnitten wurde. Großen Anteil daran hatte John Mayall, der das Publikum mit seinen erfrischenden Kommentaren zum unverzichtbaren Bestandteil des Gastspiels werden ließ.

## Besetzung
Neben John Mayall als Sänger, am Cembalett, an der Orgel, 9-saitigen Gitarre und Mundharmonika bildeten Roger Dean an der Gitarre, John McVie an der Bassgitarre, Hughie Flint am Schlagzeug und Nigel Stanger am Tenor- und Slide-Saxophon die Band. Roger Dean ist nur auf diesem Album als Bluesbreaker zu hören. Er wurde kurze Zeit später durch Eric Clapton ersetzt.

## Titelliste
Alle Kompositionen von John Mayall, außer wo anders angegeben:

### Seite 1
1. Crawling Up a Hill – 2:25
2. I Wanna Teach You Everything – 3:16
3. When I'm Gone – 3:17
4. I Need Your Love – 4:20
5. The Hoot Owl – 2:41
6. R. & B. Time: Night Train (Forrest; Simpkins; Washington)
Lucille (Collins; Penniman) – 2:26

### Seite 2
1. Crocodile Walk – 2:32
2. What's the Matter with You – 2:39
3. Doreen – 3:00
4. Runaway – 2:31
5. Heartache – 3:07
6. Chicago Line – 4:03

### CD-Bonus-Titel
Bei den fünf Bonustracks handelt es sich nicht um zusätzliches Material der Liveaufnahmen der Original-LP, sondern um Studioaufnahmen. Die ersten beiden Titel wurden bereits im Frühjahr 1964 mit Bernie Watson als Gitarrist sowie Martin Hart am Schlagzeug eingespielt. Auf den übrigen drei ist die Besetzung (mit Ausnahme von Nigel Stanger) identisch mit der des ursprünglichen Livealbums.
1. Crawling Up a Hill[1]
2. Mr. James
3. Crocodile Walk[2]
4. Blues City Shakedown
5. My Baby Is Sweeter[3]